# Іванцова Ольга Іванівна
Ольга Іванівна Іванцова (нар. 16 липня 1924, село Великий Самбір, тепер Конотопського району Сумської області — 16 червня 2001, місто Кривий Ріг Дніпропетровської області) — українська радянська діячка, член Краснодонської підпільної організації «Молода гвардія», вихователь Краснодонської школи фабрично-заводського навчання № 26 Луганської області. Депутат Верховної Ради УРСР 2-го скликання.

## Біографія
Народилася 16 липня 1924 (за іншими даними — 15 червня 1922) року в бідній селянській родині. До 1930 року проживала із родиною у місті Кривому Розі. У 1930 році переїхала разом із родиною в місто Сорокине (Краснодон) на Донбасі, де батько працював шахтарем-вибійником. У 1938 році стала членом ВЛКСМ.
У січні 1941 року через хворобу очей вибула із 10 класу Краснодонської середньої школи № 4 імені Ворошилова, не здобувши середньої освіти. Поправивши здоров'я, у 1941 році при Новочеркаському індустріальному інституті Ростовської області екстерном склала іспити за десятирічку і тут же поступила на I-й курс інженерно-будівельного факультету. Але через початок німецько-радянської війни навчання не розпочала і у грудні 1941 переїхала до Краснодону. З грудня 1941 по 1 червня 1942 року — старша піонервожата Краснодонської середньої школи № 4 імені Ворошилова Ворошиловградської області.
У 1942 році разом із сестрою Ніною закінчила курси радистів та була закинута НКВС СРСР у місто Орджонікідзе (Єнакієве) для роботи у німецькому тилу. 29 липня 1942 року змушена була повернутися до Краснодону, де вступила до підпільної організації «Молода гвардія». Була направлена для зв'язку із партизанським загоном біля міста Каменська Ростовської області, але там її заарештувала німецька поліція. Деякий час Ольга Іванцова перебувала у в'язниці. Потім повернулася до Краснодона. За завданням штабу «Молодої гвардії» була зв'язковою підпільної організації, розклеювала листівки, проводила роз'яснювальну роботу серед населення.
На початку січня 1943 року, після перших арештів підпільників Ольга із сестрою утекли із Краснодона. Повернулася до міста разом із частинами Червоної армії (де працювала медичною сестрою) у лютому 1943 року.
У 1943—1944 роках — 2-й секретар Краснодонського районного комітету ЛКСМУ Ворошиловградської області. Проводила збір коштів на танкову колону «Молода гвардія» та авіаескадрилью «Герої Краснодона», брала активну участь у створенні музею «Молода гвардія» та зборі експонатів для нього. Була першим екскурсоводом музею.
З 1944 року — старша піонервожата Краснодонської школи, вихователь Краснодонської школи фабрично-заводського навчання № 26 Ворошиловградської області.
Член ВКП(б) з 1948 року.
У 1954 році закінчила Львівську вищу торговельну школу, а потім Донецький торговий інститут.
З середни 1950-х років працювала в апараті Криворізького міського комітету КПУ Дніпропетровської області. У наступні роки — у сфері торгівлі міста Кривого Рогу Дніпропетровської області, була заступником директора криворізької фірми «Меблі».
Потім — на пенсії у містах Феодосії та Кривому Розі.

## Нагороди
- орден Вітчизняної війни 2-го ст. (6.04.1985)
- орден Червоної Зірки
- медаль «Партизану Вітчизняної війни» 1-го ст.
- медалі